# Cameo (film)
Een cameo is een kort optreden van een beroemdheid in een speelfilm, televisieserie, stripverhaal of lied. Cameo's dient men niet te verwarren met gastrollen. Dat zijn doorgaans grotere rollen.

## Variaties en nuances
Een cameo is doorgaans bedoeld als humoristisch knipoogje om het publiek te amuseren dat de beroemdheid herkent. Een beroemd persoon verschijnt even kort in beeld in een bijrolletje en verdwijnt weer. Dit kan puur om het aha-erlebnis-effect gaan, zoals bij de beroemde filmacteurs die kleine figurantenrollen hadden in The Muppet Movie, The Great Muppet Caper en The Muppets Take Manhattan. Soms heeft het cameo echter een dubbele bodem en is hij bedoeld als een verwijzing of een hommage. In Quentin Tarantino's film Kill Bill, bedoeld als een ode aan de Aziatische vechtfilm, heeft een van de beroemdste acteurs in het genre, Sonny Chiba, een cameo als verkoper van samoeraizwaarden. In Pirates of the Caribbean: At World's End speelt rockgitarist Keith Richards de rol van Jack Sparrows vader omdat Depp het karakter van zijn rol als Jack gebaseerd had op Richards. Veel schrijvers hebben een kleine cameo in de verfilming van hun roman(s), zoals Ronald Giphart die in de film Phileine zegt sorry ironisch beweert dat de film beter is dan zijn boek.
Veel artiesten geven zichzelf geregeld een cameo-optreden in hun eigen werk. Het bekendste voorbeeld hiervan is waarschijnlijk filmregisseur Alfred Hitchcock, die in zijn films altijd één keer in beeld verscheen als voorbijganger.
Het woord cameo wordt gebruikt sinds omstreeks 1851. Aanvankelijk sloeg het op een kleine toneelrol die een grote dramatische impact heeft. De huidige betekenis kwam omstreeks de jaren vijftig in zwang.
Ook in de muziek komt de term cameo voor, wanneer een bekende musicus (op de achtergrond) meespeelt met een andere artiest.
In de film- en televisiewereld krijgen beroemde acteurs de meeste cameo's. Maar ook mensen zonder acteerervaring, zoals schrijvers, atleten of politici, kunnen een cameo hebben.

## Film- en tv-voorbeelden

### Nederlandse voorbeelden
- Filmrecensent Simon van Collem als bezoeker in de etalage waar regisseur John Landis later doorheen valt in An American Werewolf in London (1981), als waterfietser in Amsterdamned (1988) van Dick Maas, en als eigenaar van een zwembad bij een luxueuze villa in Flodder (1986).
- Schrijfster Carry Slee als buspassagier in de verfilming van haar boeken Afblijven en in Lover of Loser.
- Zanger René Froger als barbezoeker in Filmpje!.
- Schrijver Appie Baantjer die inspecteur De Cock (Joop Doderer) tegenkomt bij het uitgaan van politiebureau in de film Moord in extase. Ook in de tv-serie, hij ontmoet De Cock (Piet Römer) op de binnentrap van bureau Kattenburg.
- Regisseur Bert Haanstra als dirigent op een boot in Amsterdamned.
- Hetty Blok als oude dame op een bankje in de filmversie van Ja zuster, nee zuster. Blok speelde zuster Klivia in de tv-serie (1966-1968).
- Schrijver Jacques Vriens in Achtste-groepers huilen niet (2012).

### Vlaamse voorbeelden
- Auteurs:
  - Jef Geeraerts zit in de rechtszaal in de verfilming van zijn boek De Zaak Alzheimer.
  - Pieter Aspe in diverse episoden van de televisieserie Aspe die gebaseerd is op zijn eigen boeken. Zo is hij in de laatste aflevering van het tweede seizoen getuige op de bruiloft van de twee hoofdpersonages, een andere keer bordeelklant.
  - Marc de Bel in de verfilmingen van zijn boeken in de reeks Blinker.
- Politici:
  - Mark Eyskens, als bezoeker van de taverne in Thuis.
  - Herman De Croo houdt een toespraak op een begrafenis in Familie.
  - Wilfried Martens en Karel Van Miert spelen wegwerkers in de film Hector.
- Overige:
  - Filmregisseur Robbe De Hert als toeschouwer in een bioscoop in aflevering 240 van F.C. De Kampioenen.
  - Rocco Granata speelt een kleine rol als verkoper in Marina, de film over zijn jeugdjaren.
  - Hergé is als eerbetoon in de De avonturen van Kuifje regelmatig als een figurant te zien die eruitziet als Hergé. Hij is bijvoorbeeld te zien in De Zaak Zonnebloem, als Kuifje en Haddock in de menigte staan waar Bianca Castafiore optreedt en als Kuifje en Haddock in Cokes in Voorraad bij Hotel Excelsior vragen waar Generaal Alcázar te vinden is.

### Anderstalige voorbeelden
- Regisseur Alfred Hitchcock als voorbijganger in veel van zijn films.
- Maria von Trapp (de echte Maria) is in The Sound of Music als wandelaarster te zien op het plein in Salzburg, waar Julie Andrews het lied I have confidence in me zingt.
- In de film Erin Brockovich werd de hoofdrol vertolkt door Julia Roberts. De echte Erin Brockovich speelde echter een klein rolletje als serveerster. Grappig detail is dat zij een naambordje draagt met de naam 'Julia'.
- Hunter S. Thompson, de schrijver van Fear and Loathing in Las Vegas, komt voor in de film. Op dat moment zegt Johnny Depp (die hem speelt in de film) de woorden: "...and then I saw myself..."
- In Band of Brothers aflevering Replacements is een van de veteranen van de Easy Company, 101st Airborne, 506th PIR, Babe Heffron, te zien terwijl hij zwaait met een Nederlandse vlag.
- Stan Lee, bedenker en schrijver van veel Marvel-strips en hun personages, kwam regelmatig in beeld in de superheldenfilms van Marvel. Meestal kort als figurant, na zijn dood ook wel op billboards en dergelijke.
- Quentin Tarantino is zeer bekend om zijn cameo in eigen of in andere films, o.a. als Elvis Presley Impersonator in The Golden Girls (1988), Mr Brown in Reservoir Dogs (1992), Asylum Attendant in Eddie Presley (1992), Jimmie Dimmick in Pulp Fiction (1994), Pick-up Guy in Desperado (1995), The Deacon in Little Nicky (2000), Piringo in Sukiyaki Western Django (2007), American GI in Inglourious Basterds (2009) en Mining Co. Employee in Django Unchained (2013).

## Stripverhalen
- Striptekenaar Willy Vandersteen dook een paar keer op in de stripreeks Nero. In het album De Totentrekkers (1971-1972) is Vandersteen in strook 33-36 te zien als de booswicht Willy. In Zwarte November (1972-1973) wordt zijn gezicht afgebeeld op een affiche met als opschrift "Gezocht" (strook 34-36).
- In het Suske en Wiske-album De Krimson-crisis zijn er cameo's voor Gaston en Leo, Will Tura, Johan Verminnen, Urbanus, Eddy Wally en De Strangers.
- Jan Kruis gunde zichzelf regelmatig een kleine bijrol in zijn strip Jan, Jans en de kinderen.
- Hergé tekende zichzelf als reporter op het eerste plaatje van Kuifje in Afrika (de hertekende versie van Kuifje in Congo). Hij tekende zichzelf ook in het slot van De scepter van Ottokar als gast bij de huldiging van Kuifje door de koning van Syldavië.
- In deel 17 van de stripreeks Jonathan (De weg naar Yeshe) arriveert de hoofdpersoon bij een huis in Zwitserland, waarin tekenaar/schrijver Cosey zit te werken aan een stripverhaal.